# Murine coronavirus
Murine coronavirus (abreviat M-CoV, în română coronavirusul murin) este o specie de coronavirus care afectează în special șoarecii. Virusul infectant este un virus ARN monocatenar, anvelopat, cu polaritate pozitivă, care intră în celula gazdă prin legarea la receptorul CEACAM1. Prezintă, precum alte coronavirusuri din genul Betacoronavirus, subgenul Embecovirus, o genă hemaglutinină esterază (he) suplimentară.
Coronavirusul murin (uneori numit virusul hepatitei murine, MHV) este un coronavirus care provoacă o boală epidemică murină cu mortalitate ridicată, în special în rândul coloniilor de șoareci de laborator. Înainte de descoperirea SARS-CoV, M-CoV a fost cel mai bine studiat coronavirus atât in vivo, cât și in vitro, precum și la nivel molecular. Unele tulpini de M-CoV provoacă encefalită demielinizantă progresivă la șoareci, așa că au fost folosite drept model murin pentru scleroză multiplă. Eforturile semnificative de cercetare s-au axat pe elucidarea patogenezei virale a acestor zoo-coronavirusuri, mai ales de către virusologi interesați de boli veterinare și zoonotice.
O caracteristică a M-CoV este că multe tulpini au transformat gena hemaglutinin-esterază într-o pseudogenă. Acest lucru nu se aplică însă tuturor virusurilor M-CoV în general, deoarece alți membri, precum PV, păstrează o versiune funcțională a acestei gene.